# San Cipriano
San Cipriano – stacja metra w Madrycie, na linii 9. Znajduje się w dzielnicy Vicálvaro, w Madrycie i zlokalizowana jest pomiędzy stacjami Vicálvaro i Puerta de Arganda. Została otwarta 1 grudnia 1998.